# ایمسباخ
ایمسباخ (به آلمانی: Imsbach) یک شهر در آلمان است که در دنرسبرگکرایس واقع شده‌است. ایمسباخ ۹۷۵ نفر جمعیت دارد.